# مغيطية (ملاثاني)
مغیطیة (بالفارسية: مقیطیه) هي منطقة سكنية تقع في إيران في قسم ملاثاني الريفي.